# Abbaye Notre-Dame de Coulombs
Pour les articles homonymes, voir Abbaye Notre-Dame.
 (mai 2017).
L'abbaye Notre-Dame de Coulombs est une ancienne abbaye du diocèse de Chartres, province de Sens, de l'ordre de Saint-Benoît, et située à Coulombs (Eure-et-Loir). Sa fondation remonte au moins au VIIIe siècle. 
Détruite par les Normands, elle est réformée par Roger Ier de Blois et restaurée par l'abbé régulier Béranger en 1028. 
Ruinée pendant la guerre de Cent Ans, elle est ensuite pillée par les calvinistes en 1567, lors des guerres de Religion. Affiliée à la Congrégation de Saint-Maur en 1650, elle ne compte plus que neuf religieux en 1768 avant sa fermeture pendant la Révolution française.
En 1817, le propriétaire fait raser les bâtiments existants, une partie des matériaux servant à la construction de la chapelle royale de Dreux. Une partie du cloître est alors transporté à Lèves, sur l'emplacement de l'ancienne abbaye Notre-Dame de Josaphat.
Aujourd’hui il ne reste plus que la base d'un clocher et un porche inscrits Monument historique par arrêté du 2 janvier 1976. Quelques vestiges sont aussi conservés au trésor de la cathédrale de Chartres et au Musée du Louvre.

## Histoire

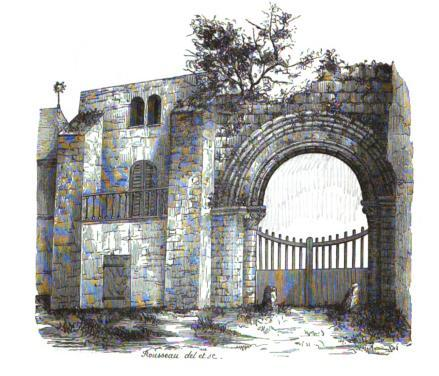
Base d'un clocher, 1863.

On ne connait pas l'époque de la fondation de l'abbaye de Coulombs, de l'ordre de Saint-Benoît, le long de l'Eure, qui cependant doit être antérieure à Charles Martel (688-741).
Vers 956, alors qu'elle est sous le contrôle d'abbés laïcs, les Robertiens, elle est transmise à Hugues de Blois, dit l'Abbé. Le titre sera conservé au sein de sa parentèle jusqu'à la nomination, après 1023, du premier abbé régulier Béranger. Ce dernier vient de l'abbaye de Marmoutier, il se consacre aussi à la restauration de l'abbaye (1028). La localité porta successivement les noms de : Colombas (1028), Columbœ (1243), Colons (1331), Coulons (1381), Coulombz (1589), Saint Cheron de Coulombs (1736).
Il ne reste de la puissante abbaye carolingienne que de rares vestiges dans les propriétés privées.
Les abbés furent épisodiquement en conflit avec le roi qui possédait la seigneurie et le château de Nogent, et avec les évêques de Paris dont ils refusaient de dépendre.
En 1160, de retour de croisade, Louis VII confirme le droit de basse et haute justice de l'abbaye.
Le chapitre Notre-Dame de Paris donne l'église Saint Vincent et Saint Germain-en-Laye, fondée en 996 par le roi Robert (1031) dans la forêt d'Yveline, à l'abbaye de Coulombs qui en fait un prieuré et y envoie peu avant 1090 un premier prieur du nom d'Ulric. Le prieur Robert obtient du roi Louis VI le Gros une charte datée de 1124 dans laquelle il donne au prieuré les terres du village près de l'église, et confirme tous les privilèges et donations antérieurs, notamment la seigneurie temporelle avec haute justice criminelle. Il fit dresser des fourches patibulaires au lieu où la route de Paris bifurque vers Mantes et vers Poissy, près de Saint-Léger.
En 1183, Philippe II Auguste autorise l'abbaye à utiliser le bois de la forêt d'Yveline pour faire des perches pour les vignes (autorisation confirmée par Louis IX en 1268).
Il est probable que le roi de France Philippe VI de Valois soit mort à l'abbaye de Coulombs le 22 août 1350, à moins que ce ne soit au château de Nogent-le-Roi .
En 1422, Henri V, roi d'Angleterre et de France, séjourne à l'abbaye. Il envoie la relique du Saint Prépuce à Londres auprès de sa femme, Catherine de Valois (1401-1437), qui accouche de Henri VI. La relique est restituée mais d'autres abbayes tentent de la conserver arguant que l'abbaye de Coulombs n'est pas assez sûre.
En 1433, Charles VII autorise la navigation de l'Eure pour transporter des tonneaux de vins produits à Chartres, mais l'abbaye de Coulombs s'y oppose. Les moines cultivent des vignes et font du vin.
En 1464, Louis XI vient visiter l'abbatiale alors qu'il est l'hôte de Pierre de Brézé, seigneur de Nogent-le-Roi. Par lettres patentes, il confirma la protection royale octroyée par ses prédécesseurs.
Le 14 juin 1475, Jacques de Brézé, seigneur de Nogent-le-Roi, tue sa femme, Charlotte de France. Elle est enterrée dans l'église de Coulombs. Il est inhumé aux côtés de son épouse en 1494.
En 1507, Louis de Brézé, seigneur de Nogent-le-Roi, s'oppose à l'abbé Guillaume de Hargeville et conteste la dîme sur les maisons données à l'abbaye.
En 1514, l'abbatiale perd ses privilèges sur Nogent-le-Roi.
En 1550, Jacques de Havard, seigneur du Thuillay et de Senantes, reconnaît que l'église de Faverolles dépend de l'abbaye de Coulombs.
En 1562, l'abbaye est partiellement détruite à la suite de la bataille de Dreux.
En 1568, l'armée du prince de Condé pille l'abbaye avant le siège de Chartres.
En 1588, l'abbaye est pillée par un chef de bande catholique nommé « Marigny ».
En 1589, le maréchal de Biron loge ses troupes dans l'abbaye pendant le siège de Nogent-le-Roi.
Le 6 février 1592, Claude de La Trémoille, second d'Henri IV, y installe ses troupes. 
Le 14 janvier 1595, l'abbaye de Coulombs fait allégeance à Henri IV.
En 1607, le duc de Sully fait construire un pont pour relier Coulombs à Nogent-le-Roi et ainsi enjamber le marécage qui entoure l'Eure.
Le 18 septembre 1614, Louis XIII confirme la vente de l'abbaye au prince de Condé. 
Le 20 juin 1615, le roi confisque les biens du prince de Condé qui s'est opposé à lui.
En 1686, l'abbaye est réquisitionnée pour soigner et loger la troupe qui construit l'aqueduc de Maintenon.
En 1711, l'abbaye subit une inondation extraordinaire due à de fortes chutes de neige.
En mai 1744, un violent orage détruit les récoltes et fait s'effondrer les maisons.
Le 13 mars 1789, les religieux ont autorisation de rentrer dans l'abbaye.
Le 27 janvier 1791, l'abbaye est vendue en lots avec ses mobiliers. L'abbatiale est détruite pendant la Révolution.
Le 30 mars 1815, une annonce est passée dans la Feuille d'annonces du département d'Eure-et-Loir : "Une très grande quantité de matériaux, différents objets d'église et autres, à prendre à la ci-devant abbaye de Coulombs, située à Nogent-le-Roi, sur la grande route, à vendre : tuiles en bonne qualité, bien cuites et bien choisies, pavés de grès, propres à paver des cours, cinquante mille pieds de pierres de taille, plusieurs chambranles en marbre et en pierre, deux cents croisées de toutes grandeurs, soixante stalles neuves n'ayant servi que sept à huit ans, beaux vitrages d'églises, etc..
En 1816, l'abbaye est transformée en carrière. Le cloître de l'abbatiale est démonté et reconstruit à Lèves (Eure-et-Loir).

## Liste des abbés
- +1026-1047 : Béranger
- 1047-1063 : Geoffroy
- 1063-1078 : Robert Ier de Saint-André
- 1078-1090 : Thibaud Ier
- 1090-1091 : Gautier Ier
- 1091-1102 : Étienne Ier
- 1102-1105 : Ingulf
- 1105-1115 : Thorold
- 1115-1119 : Herbert
- 1119-1174 : Roger
- 1174-1182 : Humbert
- 1182-1187 : Alerme
- 1187-1217 : Thibaud II
- 1217-1221 : Henri
- 1221-1235 : Robert II
- 1235-1236 : Otran
- 1236-1256 : Simon
- 1256-1257 : Jean Ier Vincent
- 1257-1260 : Pierre Ier
- 1260-1280 : Jacques
- 1280-1290 : Manassès
- 1290-1303 : Jean II
- 1303-1307 : Jean III
- 1307-1321 : Pierre II
- 1321-1330 : Robert III d’Ivry
- 1330-1350 : Jean IV
- 1350-1367 : Gautier II
- 1367-1378 : Jean V Fulleux
- 1378-1390 : Jean VI du Lac
- 1390-1401 : Jean VII de Marchez
- 1401-1438 : Martin Ier de Rouvray
- 1438-1442 : Ferrand de Montreuil[7].
- 1442-1466 : Jean VIII Lamirault
- 1466-1491 : Étienne II Berthier
- 1491-1503 : Gatien de Courseulles
- 1503-1515 : Guillaume de Hargeville[8]
- 1515-1526 : Milon d'Illiers
- 1526-1528 : cardinal Louis de Bourbon-Vendôme
- 1528-1540 : cardinal Raoul Pio di Savoia di Carpi
- 1540-1547 : cardinal Nicolas Gaddi
- 1547-1561 : Étienne III de Brézé-Maulévrier
- 1561-1577 : Martin II Fournier de Beaune-Semblançay
- 1577-1587 : Jean-Baptiste Tiercelin de La Roche-au-Maine
- 1587-1608 : Renaud Fournier de Beaune-Semblançay
- 1608-1614 : Pierre III Cottan
- 1614-1615 : Philippe Moussard
- 1615-1636 : Pierre IV Habert de Montmor
- 1636-1661 : Léonard Ier Goulas
- 1661-1678 : Charles Ier d'Harcourt-Beuvron
- 1678-1742 : Charles II de Seiglière de Boisfranc
- 1742-1761 : Charles III Vincent d’Irumberry de Salaberry
- 1761-1781 : Léonard II de Sahuguet d’Amarzit d’Espagnac
- 1781-1790 : Moïse-Alexandre de Beaupoil de Saint-Aulaire, né en 1731, décédé le 22 avril 1788.

Source : Dictionnaire d'histoire et de géographie ecclésiastiques [lire en ligne][réf. incomplète]